# Kopalnia Węgla Kamiennego Polska-Wirek

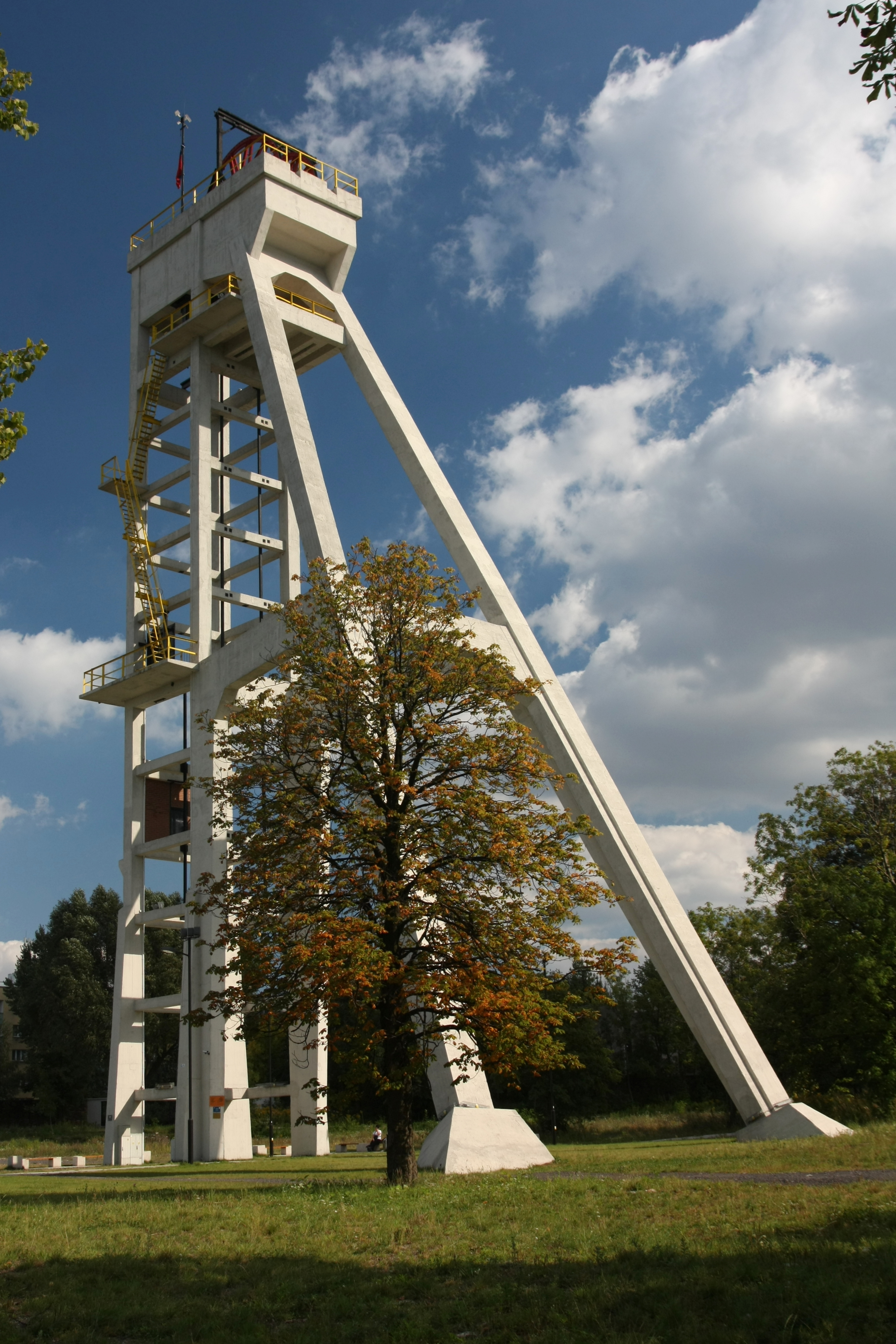
Wieża wyciągowa szybu Prezydent w Chorzowie, fot. 2011 r.

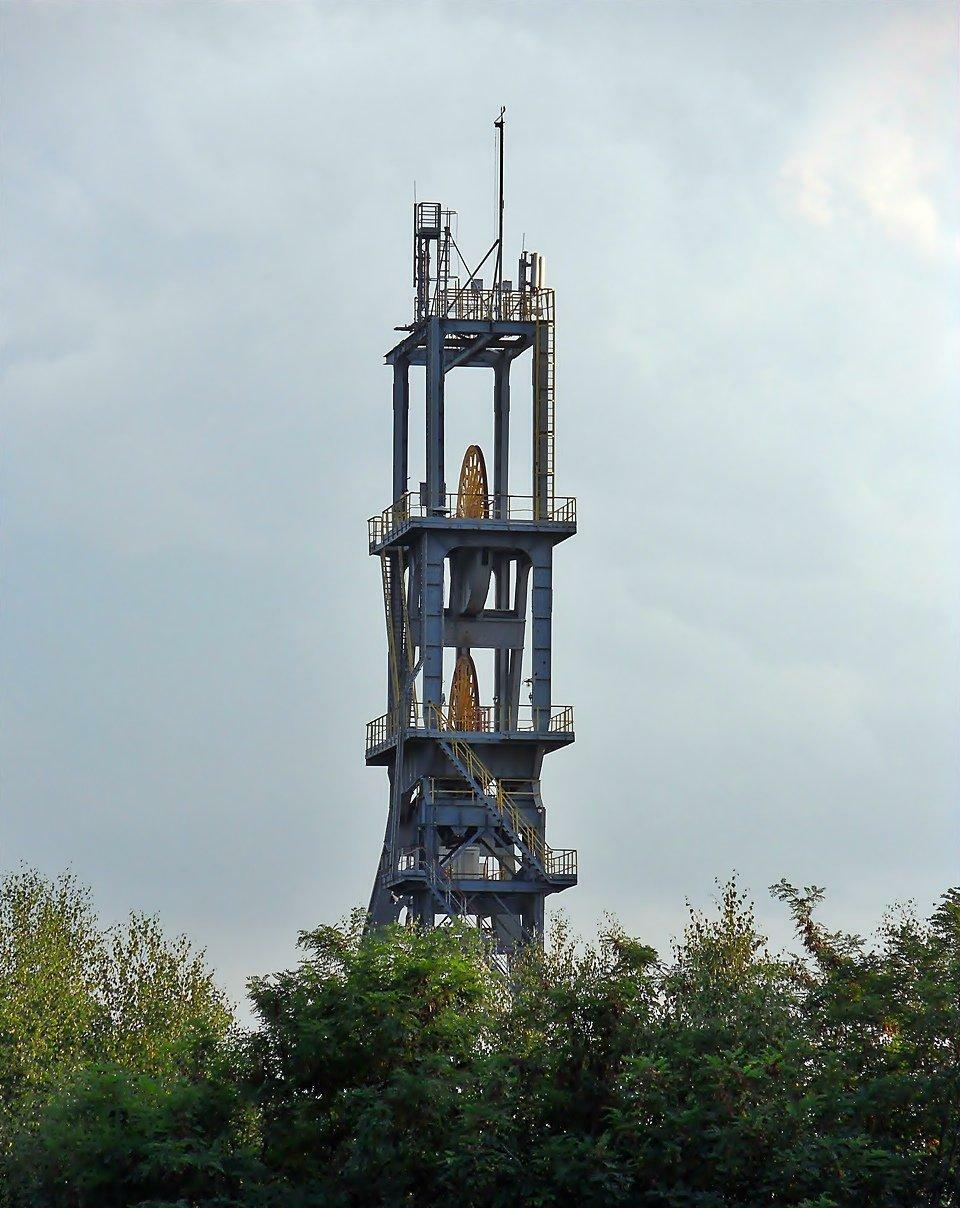
Wieża wyciągowa szybu Nowy Wirek, fot. 2012 r.

Kopalnia Węgla Kamiennego Polska-Wirek – kopalnia węgla kamiennego działająca od 1 listopada 1995 roku  do 1 sierpnia 2007 roku . Zakład znajdował się w Rudzie Śląskiej .

## Historia
Kopalnia powstała w wyniku połączenia 1 listopada 1995 roku kopalń: Nowy Wirek w Rudzie Śląskiej i kopalni Polska w Świętochłowicach . Obszar górniczy kopalni położony był na terenie: Rudy Śląskiej, Chorzowa i Świętochłowic.
KWK Polska-Wirek należała do Rudzkiej Spółki  Węglowej, a następnie, od 2003 roku do Kompanii Węglowej .
Miała zdolność wydobywczą ok. 8000 ton na dobę. Operatywne zasoby węgla wynosiły ok. 28 000 000 ton w 2002 roku . Był to węgiel dobrej jakości o niskiej zawartości siarki. Poziomy wydobywcze znajdowały się na głębokości 636 i 711 m. Obszar górniczy w 2004 roku wynosił około 32 km², z czego eksploatowano obszar o powierzchni około 7,9 km².
W grudniu 1996 wykonano połączenie dołowe ruchów Polska i Wirek. 
2 grudnia 1996 roku zdecydowano o likwidacji ruchu Polska, którą zakończono 30 listopada 2000 roku. Równocześnie kontynuowano również likwidację rejonu Prezydent, rozpoczętą 1 stycznia 1996 roku  oraz odwadnianie obu zamykanych części do ruchu Wirek. Obecnie na terenie dawnego ruchu Polska znajduje się Komenda Miejska Policji oraz odrestaurowane zabytkowe wieże szybowe kopalni Polska, udostępnione dla zwiedzających .
31 grudnia 1998 roku zakończono likwidację rejonu Prezydent . 
W 2002 roku wydobycie węgla w kopalni Polska-Wirek wyniosło ponad 2,2 mln ton węgla, a kopalnia zdobyła II miejsce w konkursie na „Kopalnię Roku 2001”.
1 sierpnia 2007 roku KWK Polska-Wirek została połączona z KWK Halemba z powodu znacznego wyczerpania złoża kopalni Polska-Wirek . W rezultacie powstała kopalnia Halemba-Wirek , a dawna kopalnia Polska-Wirek stanowiła ruch Wirek tejże kopalni . 
Z uwagi na resztkowy charakter złoża i uwięzienie pozostałych zasobów w filarach ochronych, 1 sierpnia 2009 roku rozpoczęła się likwidacja ruchu Wirek , zakończona w 2014 roku . 
Na terenie po ruchu Wirek działa obecnie Oddział Centrów Demontażowych Konsorcjum Ochrony Kopalń, który zajmuje się demontażem urządzeń i maszyn górniczych przeznaczonych do remontu . 